# Cryphia simonyi
Cryphia simonyi är en fjärilsart som beskrevs av Alois Friedrich Rogenhofer 1889. Cryphia simonyi ingår i släktet Cryphia och familjen nattflyn. Inga underarter finns listade i Catalogue of Life.